# Obelisc (biologia)
Els obeliscs són agents infecciosos de bacteris. Presenten un genoma d'ARN circular de pocs nucleòtids, el qual, gràcies a l'alta autocomplementarietat de la seqüència, adopta una estructura secundària en forma de vareta que recorda als obeliscs egipcis.
Tot i ser elements d'ARN transmissible, els obeliscs no són viroides ni virus. Els obeliscs formen el seu propi grup filogenètic sense semblança detectable amb els agents biològics coneguts. Podem veure algunes diferències a la següent graella comparativa:
|          | Material genètic                   | Tenen coberta proteica? | Codifiquen proteïnes? | Hostes                            | Mida                                                |
| -------- | ---------------------------------- | ----------------------- | --------------------- | --------------------------------- | --------------------------------------------------- |
| Obeliscs | ARN circular                       | No                      | Sí                    | Bacteris                          | ≈ 1.000 nucleótids                                  |
| Virus    | ARN o ADN de cadena simple o doble | Sí                      | Sí                    | Animals; Plantes; Fongs; Bacteris | 2.500 nucleòtids - 1,2 milions de parelles de bases |
| Viroides | ARN circular de cadena simple      | No                      | No                    | Plantes                           | 246 - 401 nuceleòtids                               |

Altres característiques d'interés dels obeliscs són que:
- Al seu ARN hi ha marcs oberts de lectura que codifiquen una nova superfamília de proteïnes. Aquestes proteïnes s'han anomenat Oblin en anglès. Concretament, es coneix la proteïna Oblin-1 i la Oblin-2.
- L'ARN d'un determinat subconjunt d'obeliscs codifica una variant específica de ribozim cap de martell autoescindible de tipus III.

## Descobriment
Els obeliscs foren descoberts l'any 2024 per un equip internacional d'investigadors conformat per membres de l'Institut de Biologia Molecular i Cel·lular de Plantes (CSIC-UPV), la Universitat Stanford, la Universitat de Toronto, i un investigador independent.
El seu descobriment ha sigut possible gràcies a estudis bioinformàtics de seqüències genètiques obtingudes a partir de mostres de femta humana. Posteriorment, també es va dur a terme un mostreig massiu arreu del món, on es van mostrejar microbiomes animals i ecosistemes naturals (mostres de sòl, de rius, d'oceans...).

## Distribució
S'han trobat obeliscs en microbiomes de tota classe, associats i no associats a humans, en diversos nínxols. Alguns d'aquests llocs on s'han trobat són la femta humana i la cavitat oral humana. Per exemple, s'ha vist que Streptococcus sanguinis, un bacteri sapròfit present de forma habitual a la boca humana, és l'hoste d'un tipus d'obelisc concret. També es va veure que la presència d'aquest tipus d'obelisc dins del bacteri no era essencial per al seu creixement.

## Diversitat
A partir del tractament bioinformàtic de les dades obtingudes, es van identificar un total de 29.959 tipus diferents d'obeliscs. Cal tenir en compte que els autors van triar la condició que dos obeliscs pertanyen al mateix tipus o "espècie" si ambdós comparteixen almenys un 90% del seu codi genètic.